# Конкакафов златни куп 1991.

Конкакафов златни куп 1991. (шп. Copa de Oro de la Concacaf 1991) био је прво издање Златног купа, фудбалског шампионата Северне Америке, Централне Америке и Кариба (Конкакаф), и једанаести укупно Конкакафов турнир. Конкакаф првенство је последњи пут одржано 1971. године, од тада су се првопласирани у квалификацијама за Светско првенство сматрали шампионима континента.
Домаћин турнира су биле Сједињене Државе, а турнир се играо у области Лос Анђелеса у Калифорнији на два места: Лос Анђелес Меморијал Колосеуму и Роуз боулу. Осам тимова је подељено у две групе по четири тима. По две најбоље екипе из сваке групе пласирале би се у полуфинале. Златни куп су освојиле Сједињене Државе, које су елиминисале Мексико у полуфиналном мечу, а затим су победиле Хондурас на пенале након што је у регуларном делу било 0 : 0.

## Учесници финала
| Репрезентација                                                  | Квалификација                                    | Наступи                                          | Најбољи резултат                                 |
| Квалификовали се кроз Конкакафов шампионат 1989.                | Квалификовали се кроз Конкакафов шампионат 1989. | Квалификовали се кроз Конкакафов шампионат 1989. | Квалификовали се кроз Конкакафов шампионат 1989. |
| --------------------------------------------------------------- | ------------------------------------------------ | ------------------------------------------------ | ------------------------------------------------ |
| Костарика                                                       | Победник                                         | 1.                                               | Деби                                             |
| Северноамеричка зона                                            |                                                  |                                                  |                                                  |
| Сједињене Државе                                                | Аутоматски                                       | 1.                                               | Деби                                             |
| Мексико                                                         | Аутоматски                                       | 1.                                               | Деби                                             |
| Канада                                                          | Аутоматски                                       | 1.                                               | Деби                                             |
| Карипска зона квалификован преко Куп Кариба 1991.               |                                                  |                                                  |                                                  |
| Јамајка                                                         | Победник                                         | 1.                                               | Деби                                             |
| Тринидад и Тобаго                                               | Други                                            | 1.                                               | Деби                                             |
| Централноамеричка зона квалификован преко ЦКФК куп нација 1991. |                                                  |                                                  |                                                  |
| Хондурас                                                        | Други                                            | 1.                                               | Деби                                             |
| Гватемала                                                       | Трећи                                            | 1.                                               | Деби                                             |

## Стадиони
| Лос Анђелес       | Пасадена          |
| ----------------- | ----------------- |
| Мемориал Колосеум | Роуз боул         |
| Капацитет: 93.607 | Капацитет: 92.542 |
|                   |                   |

## Састави
Од свих осам репрезентација које су учествовале на турниру се тражило да региструју тим од 18 играча, само играчи који су се налазили на списку су имали право да учествују на турниру.

## Групна фаза[3]

### Група А
| Држава   | Ута | Поб | Нер | Пор | ГД | ГП | ГР | Бод |
| -------- | --- | --- | --- | --- | -- | -- | -- | --- |
| Хондурас | 3   | 2   | 1   | 0   | 10 | 3  | 7  | 5   |
| Мексико  | 3   | 2   | 1   | 0   | 8  | 3  | 5  | 5   |
| Канада   | 3   | 1   | 0   | 2   | 6  | 9  | –3 | 2   |
| Јамајка  | 3   | 0   | 0   | 3   | 3  | 12 | –9 | 0   |

| Канада              | 2 : 4    | Хондурас                                                                                                |
| ------------------- | -------- | --- |
| Дејл Мичел 66’, 80’ | Извештај | Едуардо Бенет 28’ (пен.) · Хуан Карлос Еспиноза 34’ · Луис Енроке Каликс 41’ · Еугенио Долмо Флорес 51’ |

| Мексико                                                                         | 4 : 1    | Јамајка          |
| ------------------------------------------------------------------------------- | -------- | ---------------- |
| Бенхамин Галиндо 28’, 54’ (пен.) · Луис Роберто Алвес 36’ · Карлос Ермосиљо 58’ | Извештај | Родерик Реид 39’ |

| Јамајка | 0 : 5    | Хондурас                                                                                          |
| ------- | -------- | ------------------------------------------------------------------------------------------------- |
|         | Извештај | Луис Енрике Каликс 27’, 51’ · Марко Антонио Анариба 31’ · Едуардо Бенет 69’ · Хилберто Јервуд 89’ |

| Канада           | 1 : 3    | Мексико                                                                      |
| ---------------- | -------- | ---------------------------------------------------------------------------- |
| Џејми Ловери 83’ | Извештај | Карлос Ермосиљо 3’ · Хосе Мануел де лаТоре 40’ · Бенхамин Галиндо 89’ (пен.) |

| Јамајка                            | 2 : 3    | Канада                                               |
| ---------------------------------- | -------- | ---------------------------------------------------- |
| Хектор Рајт 42’ · Родерик Рејд 63’ | Извештај | Дејл Мичел 34’ · Колин Милер 54’ · Џон Лимниатис 60’ |

| Мексико             | 1 : 1    | Хондурас                 |
| ------------------- | -------- | ------------------------ |
| Карлос Ермосиљо 57’ | Извештај | Марко Антонио Анариба 9’ |

### Група Б
| Држава            | Ута | Поб | Нер | Пор | ГД | ГП | ГР | Бод |
| ----------------- | --- | --- | --- | --- | -- | -- | -- | --- |
| Сједињене Државе  | 3   | 3   | 0   | 0   | 8  | 3  | 5  | 6   |
| Костарика         | 3   | 1   | 0   | 2   | 5  | 5  | 0  | 2   |
| Тринидад и Тобаго | 3   | 1   | 0   | 2   | 3  | 4  | –1 | 2   |
| Гватемала         | 3   | 1   | 0   | 2   | 1  | 5  | –4 | 2   |

| Костарика                             | 2 : 0    | Гватемала |
| ------------------------------------- | -------- | --------- |
| Рогер Гомез 14’ · Леонидас Флорес 17’ | Извештај |           |

| Сједињене Државе                   | 2 : 1    | Тринидад и Тобаго |
| ---------------------------------- | -------- | ----------------- |
| Брус Мари 85’ · Марсело Балбоа 87’ | Извештај | Леонсон Луис 67’  |

| Тринидад и Тобаго                  | 2 : 1    | Костарика        |
| ---------------------------------- | -------- | ---------------- |
| Леонсон Луис 38’ · Алвин Томас 89’ | Извештај | Ернан Медфорд 6’ |

| Гватемала | 0 : 3    | Сједињене Државе                                    |
| --------- | -------- | --------------------------------------------------- |
|           | Извештај | Брус Мари 11’ · Брајан Квин 46’ · Ерик Вајналда 52’ |

| Тринидад и Тобаго | 0 : 1    | Гватемала       |
| ----------------- | -------- | --------------- |
|                   | Извештај | Луис Еспел] 89’ |

| Сједињене Државе                                                  | 3 : 2    | Костарика                                  |
| ----------------------------------------------------------------- | -------- | ------------------------------------------ |
| Питер Вермес 6’ · Уго Перез 49’ (пен.) · Ектор Марчена 59’ (а.г.) | Извештај | Хуан Карлос Аргедас 30’ · Клаудио Хара 33’ |

## Нокаут фаза
У нокаут фази, ако је утакмица изједначена на крају регуларног времена за игру, играју се продужеци (два периода од по 15 минута), при чему је сваком тиму дозвољено да изврши шесту замену. Ако је резултат и након продужетака изједначен, меч се одлучује извођењем једанаестераца.
|  | Полуфинале           | Полуфинале |                         |       | финале | финале |
|  |                      |            |                         |       |        |        |
|  | 5. јул — Лос Анђелес |            |                         |       |        |        |
|  |                      |            |                         |       |        |        |
|  | Хондурас             | 2          |                         |       |        |        |
|  | Хондурас             | 2          | 7. јул — Лос Анђелес    |       |        |        |
|  | Костарика            | 0          |                         |       |        |        |
|  | Костарика            | 0          | Сједињене Државе (пен.) | 0 (4) |        |        |
|  | 5. јул — Лос Анђелес |            | Сједињене Државе (пен.) | 0 (4) |        |        |
|  |                      | Хондурас   | 0 (3)                   |       |        |        |
|  | Сједињене Државе     | Хондурас   | 0 (3)                   | 2     |        |        |
|  | Сједињене Државе     |            |                         | 2     |        |        |
|  | Мексико              | 0          |                         |       |        |        |
|  | Мексико              | 0          | Треће место             |       |        |        |
|  |                      |            |                         |       |        |        |
|  | 7. јул — Лос Анђелес |            |                         |       |        |        |
|  |                      |            |                         |       |        |        |
|  | Мексико              | 2          |                         |       |        |        |
|  | Мексико              | 2          |                         |       |        |        |
|  | Костарика            | 0          |                         |       |        |        |

## Полуфинале

### Хондурас: Костарика
| Хондурас                                       | 2 : 0    | Костарика |
| ---------------------------------------------- | -------- | --------- |
| - Едуардо Бенет 37’ - Еугенио Долмо Флорес 79’ | Извештај |           |

### САД: Мексико
| Сједињене Државе                  | 2 : 0    | Мексико |
| --------------------------------- | -------- | ------- |
| - Џон Дојл 48’ - Питер Вермес 64’ | Извештај |         |

## Утакмица за треће место
| Мексико                                    | 2 : 0    | Костарика |
| ------------------------------------------ | -------- | --------- |
| - Гонзало Фарфан 9’ - Бенхамин Галиндо 89’ | Извештај |           |

### Финале
| Хондурас | 0 : 0 (п. с. н.) | Сједињене Државе |
| --- | ---------------- | --- |
| | Извештај         | |
| Пенали |                  | |
| - Хуан Франциско Кастро - Марко Анариба - Гилберто Јервуд - Еугенио Долмо Флорес - Даниел Запата - Луис Енрике Каликс - Луис Ваљехо - Хуан Карлос Еспиноза | 3 : 4            | - Марсело Балбоа - Питер Вермес - Уго Перез - Пол Калигири - Тед Ек - Брајан Квин - Доминик Кинер - Фернандо Клавио |

| Хондурас | САД |

## Статистика

### Голгетери
4. гола
- Бенхамин Галиндо

3 goals
| - Дејл Мичел - Едуардо Бенет | - Луис Енрике Каликс | - Карлос Ермосиљо |

### Достигнућа
| Најбољи играч Хорхе Кампос | Победник Конкакафовог златног купа 1991. САД 1° титула | Најбољи стрелац Бенхамин Галиндо (4 гола) |